# Trachusa fontemvitae
Trachusa fontemvitae är en biart som först beskrevs av Schwarz 1926.  Trachusa fontemvitae ingår i släktet hartsbin, och familjen buksamlarbin. Inga underarter finns listade i Catalogue of Life.